# Acasta pertusa
Acasta pertusa is een zeepokkensoort uit de familie van de Balanidae.